# Viltåker
Viltåker är beredd mark som skall ge vilt näringsrikt och bra foder.
Jägare och markägare kan ordna med bra foder för vilt genom att anlägga viltåkrar på lämpliga platser. En viltåker är endast till för viltet och huvudsyftet är att ge djuren näringsrikt och bra foder. Viltåkern kan också bidra till att hålla vissa viltarter borta från jordbrukarens övriga åkrar och därmed minska skadorna på dessa.
Främst i Syd- och Mellansverige är det lämpligt att anlägga viltåkrar. Viltåkrar har stor betydelse för rådjur, hjortar och harar. Passande foderväxter på viltåkern är fodermärgkål, foderraps, havre, klöver och råg.